# Rybník (district d'Ústí nad Orlicí)
Pour les articles homonymes, voir Rybník.
Rybník (en allemand : Rybnik) est une commune du district d'Ústí nad Orlicí, dans la région de Pardubice, en République tchèque. Sa population s'élevait à 842 habitants en 2024.

## Géographie
Rybník se trouve à 3 km au sud-est du centre de Česká Třebová, à 11 km au sud-est d'Ústí nad Orlicí, à 53 km à l'est-sud-est de Pardubice et à 148 km à l'est-sud-est de Prague.
La commune est limitée par Česká Třebová au nord-ouest et au nord, par Rudoltice et Damníkov à l'est, par Třebovice au sud et par Semanín au sud-ouest.

## Histoire
La première mention écrite de la localité date de 1292.

## Transports
Par la route, Rybník trouve à 2,7 km de Česká Třebová, à 13 km d'Ústí nad Orlicí, à 66 km de Pardubice et à 179 km de Prague. 